# George Galamaz

George Daniel Galamaz (né le 5 avril 1981 à Bucarest, Roumanie) est un footballeur international roumain. Il joue au poste de défenseur.

## Carrière
| Saison    | Club                        |
| --------- | --------------------------- |
| 1998-2003 | Sportul Studențesc Bucarest |
| 2004      | Rapid Bucarest              |
| 2004-2006 | Dinamo Bucarest             |
| 2004-2006 | Dinamo Bucarest II          |
| 2007-     | Unirea Urziceni             |

## Statistiques par saison
| Saison  | Club                        | Pays     | Matchs | Buts | Compétition |
| ------- | --------------------------- | -------- | ------ | ---- | ----------- |
| 1998/99 | Sportul Studențesc Bucarest | Roumanie | 6      | 0    | Liga II     |
| 1999/00 | Sportul Studențesc Bucarest | Roumanie | 18     | 0    | Liga II     |
| 2000/01 | Sportul Studențesc Bucarest | Roumanie | 28     | 0    | Liga II     |
| 2001/02 | Sportul Studențesc Bucarest | Roumanie | 15     | 0    | Liga I      |
| 2002/03 | Sportul Studențesc Bucarest | Roumanie | 16     | 0    | Liga I      |
| 2003/04 | Sportul Studențesc Bucarest | Roumanie | 15     | 4    | Liga II     |
| 2004/05 | Rapid Bucarest              | Roumanie | 11     | 1    | Liga I      |
| 2004/05 | Dinamo Bucarest             | Roumanie | 22     | 0    | Liga I      |
| 2004/05 | Dinamo Bucarest II          | Roumanie | 5      | 0    | Liga II     |
| 2005/06 | Dinamo Bucarest             | Roumanie | 18     | 0    | Liga I      |
| 2005/06 | Dinamo Bucarest II          | Roumanie | 3      | 0    | Liga II     |
| 2006/07 | Dinamo Bucarest             | Roumanie | 1      | 0    | Liga I      |
| 2006/07 | Unirea Urziceni             | Roumanie | 15     | 1    | Liga I      |
| 2007/08 | Unirea Urziceni             | Roumanie | 32     | 3    | Liga I      |
| 2008/09 | Unirea Urziceni             | Roumanie | 32     | 4    | Liga I      |
| 2009/10 | Unirea Urziceni             | Roumanie | 34     | 3    | Liga I      |
| 2010/11 | Unirea Urziceni             | Roumanie |        |      | Liga I      |

## Palmarès
Dinamo Bucarest
- Champion de Roumanie en 2007
- Vainqueur de la Coupe de Roumanie en 2005.
- Vainqueur de la Supercoupe de Roumanie en 2005.

 Unirea Urziceni
- Champion de Roumanie en 2009.

 Steaua Bucarest
- Vainqueur de la Coupe de Roumanie en 2011.

## Sélections
- 4 sélections et 0 but avec la  Roumanie entre 2009 et 2011.